# Bridgitte Hartley
Bridgitte Hartley (n. 14 iulie 1983, City of Johannesburg Metropolitan Municipality⁠(d), Transvaal, Africa de Sud) este o caiacistă ce a reprezentat Africa de Sud, medaliată olimpică. A participat la 3 ediții ale Jocurilor Olimpice (2008, 2012, 2016) în care a câștigat o medalie de bronz.